# Namangán
Namangán es la tercera ciudad más grande de Uzbekistán. Es la capital de la Provincia de Namangán, en el extremo norte del valle de Ferganá (Uzbekistán oriental). Tiene 467.233 habitantes. 

## Geografía
Namangán está a unos 300 km al este de Taskent, a unos 65 km al oeste de Andizhán y a alrededor de 75 km al norte de Ferganá. Se encuentra en 40 ° 98'N, 71 ° 58'E y a 476 metros por encima del nivel del mar. Los ríos Qoradaryo y Naryn se unen para formar el Syr Darya justo fuera del borde sur de la ciudad.

## Historia
Como el nombre iraní de la ciudad indica, Namangán fue originalmente un asentamiento de la población nativa de Persia y Asia Central. 
Namangán es conocida por haber sido un asentamiento en el siglo XV y una parte de la Janato de Kokand a mediados del siglo XVIII. Se toma su nombre del local de las minas de sal (en persa: نمککانnamak kan). En el momento de la ocupación rusa, Namangán es un centro de aprendizaje islámico, con 20 madrazas y más de 600 mezquitas. Después de la anexión por los rusos en 1876, la producción de algodón y la elaboración de alimentos se convirtió en la actividad económica predominante. Namangán sufrió un destructivo terremoto en 1926. El lenguaje del pueblo del distrito de Namangán sigue siendo en gran parte el dialecto persa del tayiko, sobre todo en la Kasan-sai (kosonsoy) y Akhsikath distritos Kasan en el río.
Desde la independencia del país en 1991, Namangán ha ganado una reputación de despertar islámico, con muchas mezquitas y escuelas financiadas por organizaciones sin fines de lucro de los países del Medio Oriente, incluyendo la conservadora secta Wahabi de Arabia Saudita. Esto también ha traducido a la oposición política contra el gobierno secular de Uzbekistán. 
Algunas mujeres han descartado las tradicionales bufandas coloridas para usar grandes velos blancos o incluso negros.
Principales lugares de interés turístico de Namangán: 
- Mullo Kirguistán Madrasseh - construido en 1910.
- Mezquita de Ota Valikhan Tur - construido en 1915, y uno de los más grandes de Asia Central, ahora el hogar de rama local de la secta Wahibi.
- Museo de Historia Natural - vivienda local descubrimientos arqueológicos.
- Hadja Amin Kabri complejo arquitectónico - ornamentada terra-cotta fachada de los 18 al siglo XIX.
- Akhsykent ruinas - 1 ª siglo asentamiento situado a 25 km al oeste de Namangán, en el Syr Darya-río. Anteriormente capital del Valle de Fergana, fue destruido por los mongoles, reconstruida por la Timurids y abandonado en el siglo XVII para Namangán después de un terremoto.